# Ernest William Milford
Ernest William Milford, britanski general, * 1898, † 1944.